# Planoles
Planoles település Spanyolországban, Girona tartományban. Planoles Queralbs, Ribes de Freser, Campelles, Gombrèn, Toses és Valcebollère községekkel határos. Lakosainak száma 306 fő (2024).

## Népesség
A település népessége az elmúlt években az alábbi módon változott:
| Lakosok száma | 251  | 455  | 391  | 365  | 293  | 304  | 279  | 300  | 288  | 306  |
|               | 1717 | 1887 | 1936 | 1960 | 1986 | 2004 | 2009 | 2014 | 2019 | 2024 |